# عبدالرسول دری اصفهانی
عبدالرسول دُرّی اصفهانی (۱۳۲۴ اصفهان) نمایندهٔ بانک مرکزی و مسئول امور بانکی تیم مذاکره‌کنندهٔ هسته‌ای ایران با گروه ۵+۱ بود. او که دارای تابعیت کانادایی است ، یکی از کارکنان ستاد پیگیری برجام بود. او در بهمن‌ماه سال ۱۳۹۴ در جریان تقدیر از تیم مذاکره‌کنندهٔ هسته‌ای از حسن روحانی، نشان درجه سه خدمت دریافت کرده بود.
یکم مردادماه ۱۳۹۵ رسانه‌ها خبر دستگیری وی توسط اطلاعات سپاه پاسداران به اتهام جاسوسی را منتشر کردند.

## اتهامات جبهه پایداری علیه دولت
«من بین خودم و خدا باید شهادت دهم کما این‌که برای مقامات قضایی هم شهادت دادم ایشان (دری اصفهانی) نقش مؤثری در تأمین منافع ملی داشت»
این عبارت محمد جواد ظریف وزیر خارجه در پیشگاه نمایندگان مجلس به روشنی از یک رویارویی جدی در جلسه امروز مجلس حکایت دارد. حریف ظریف در این مواجهه به ظاهر یک نماینده از حزب پایداریهای مجلس بود اما پشت اتهام‌هایی که جواد کریمی قدوسی علیه تیم مذاکره کنندگان هسته ای مطرح کرد یک جریان سیاسی قرار دارد. جریانی که از امضای برجام تا به امروز سنگین‌ترین جنگ روانی را با دو کلید واژه «نفوذیها» و «دوتابعیتی‌ها» پیش برده‌است. لیست اتهامهایی که امروز از تریبون مجلس علیه مذاکره کنندگان هسته ای قرائت شد قبل از این سوژه ده‌ها مقاله و گزارش در مطبوعات مخالف دولت و حتی صدا و سیما بوده‌است.
بنابراین کریمی قدوسی امروز به نمایندگی از سوی جناح اصلی مخالفان برجام پشت تریبون قرار گرفت جناحی که به گفته روحانی از هر هیچ اقدامی برای به چالش کشیدن برجام دریغ نکرده‌است. متنی که نماینده جبهه پایداری در مجلس خواند و فیلمی که نمایش داد پیش از این بارها در کیهان، فارس، تسنیم و صدا و سیما منتشر شده بود

## فعالیت‌ها
بر اساس گزارش‌های منتشره دری اصفهانی پیش از انقلاب با کمیتهٔ خزانه‌داری آمریکا کار می‌کرد و مسئولیت کمیتهٔ بخش مربوط به انگلیس را بر عهده داشته‌است. پس از انقلاب، در وزارت دفاع ایران استخدام و مسئولیت بخش مطالبات ایران از آمریکا را بر عهده می‌گیرد. بعد از مدتی وزارت دفاع در می‌یابد که در محاکم و دعاوی میان ایران و آمریکا، به رغم مستندات و مدارک قوی، به علت عدم ارائهٔ دفاعیات لازم آرای صادره به نفع آمریکا است، به همین جهت از وزارت دفاع اخراج می‌شود و به کانادا می‌رود. دری اصفهانی در زمان مدیرکلی محمود بهمنی جهت عضویت در هیئت‌مدیرهٔ یکی از بانک‌های خصوصی معرفی و رد صلاحیت شده بود. وی که هم‌دورهٔ ولی‌الله سیف در دانشکدهٔ حسابداری و علوم مالی شرکت ملی نفت ایران بوده‌است، در دولت یازدهم به ایران بازگشته و به عنوان مشاور سیف در بانک مرکزی مشغول به کار شده و مجدداً از سوی مدیرکل جدید به عنوان عضو هیئت‌مدیرهٔ همان بانک معرفی و مشغول بکار می‌شود.
وی در جریان مذاکرات و برجام، به عنوان زیرمجموعهٔ تیم حمید بعیدی نژاد رئیس تیم ایرانی در مذاکرات کارشناسی، فعالیت می‌کرد.

## دستگیر شدن
دری اصفهانی پس از مدتی متهم شد که برای طرف‌های دیگرِ مذاکره‌کننده جاسوسی کرده‌است و هنگام سفر به ترکیه، در داخل هواپیما بازداشت و به هشت سال زندان محکوم شد. دری اصفهانی و دولت یازدهم، هیچ‌گاه این اتهام را نپذیرفتند و او به قید وثیقه آزاد شد.
وی اواخر تابستان ۱۳۹۶ بر اساس حکم شعبهٔ سوم دادسرای پولی و بانکی کشور، به جرم خروج غیرقانونی ارز بالغ بر معادل ۲۰۰ میلیارد تومان، با ثبت شرکت صوری در شهر دوبی و در پوشش واردات دارو، دوباره بازداشت شد.

دری اصفهانی در آخرین دادگاه خود به پنج سال زندان محکوم شد.
محسنی اژه‌ای در روز یک‌شنبه ۱۶ مهرماه ۱۳۹۶ اعلام کرد: جاسوسی آقای دری اصفهانی قطعی است و ایشان به جرم جاسوسی بازداشت شده‌است.
سید محمود علوی، وزیر اطلاعات، در تاریخ ۱۹ مهر ۱۳۹۶ مجدداً اعلام کرد ازنظر معاونت ضدجاسوسی وزارت اطلاعات، دری اصفهانی نه‌تنها جاسوس نیست، بلکه با این وزارتخانه همکاری هم کرده‌است.
طبق گزارشی که توسط موقوفه کارنگی برای صلح بین‌المللی منتشر شده:
«وزارت امور خارجهٔ ایران برجسته‌ترین و مشهودترین نمونه از جاسوسی درون دولتی را به دست می‌دهد. از آغاز دولت روحانی، دیپلمات‌های ایرانی اغلب آماج «فیشینگ هدفمند» از سوی عاملان تهدیدکنندهٔ وابسته به سپاه قرار گرفته‌اند. این فعالیت‌ها همسو با اتهامات نشریات تندرو مبنی بر اینکه در توافق هسته‌ای به منافع ایران خیانت شده‌است، صورت پذیرفته‌اند. تلاش‌های صورت گرفته برای هک کردن همچنین نمایانگر سابقه بازداشت‌ها و فشارهایی است که علیه اعضای کادر دیپلماتیک رخ داده‌است. از جمله می‌توان به بازداشت عبدالرسول دری اصفهانی- یکی از اعضای تیم مذاکره‌کنندهٔ هسته‌ای در زمان برجام- به جرم جاسوسی اشاره کرد. در حالی که دیپلماسی مستلزم تعامل با مقامات دولت‌ها و کارشناسان خارجی است، چنین تماس‌هایی را می‌توان سریعاً به عنوان جاسوسی برای قدرت‌های خارجی تصویر کرد.»

## جزئیات دفاع وزیر اطلاعات و ظریف از ۴ عضو تیم مذاکره
وزیر خارجه در جلسه حساس امروز پیش از آنکه وارد بحث صلاحیت امنیتی همکارانش شود به اتهام دو تابعیتی بودن آنها پاسخ داد و گفت: جمهوری اسلامی ایران برای پیشبرد اهداف خود در سطح بین‌المللی از همه ابزارها استفاده می‌کند؛ کما این‌که در جلسه دیوان بین‌المللی دادگستری از طرف ایران وکلای فرانسوی و انگلیسی هم حضور داشتند، اما کسی نمی‌گوید چرا از افرادی با تابعیت‌های دیگر استفاده کردیم. همه کسانی که در مذاکرات با ما کار می‌کردند هم به وزارت اطلاعات معرفی کردیم و اجازه حضورشان را گرفتیم. چهار نفری که آقای کریمی قدوسی نام بردند یا از سوی دستگاه‌های دیگر به ما معرفی شدند یا براساس شناخت از گذشته از آنها استفاده کردیم و من جز خدمت از آنها در مذاکرات ندیدم. من مسئول روابط دیگر آنها نیستم و آنها هم در هیچ‌یک از مذاکرات خصوصی نبودند و تنها در جلسات تخصصی حضور داشتند.
ظریف در ادامه طعنه ای سنگین به کیهان و رسانه‌های ضد برجام زد و یادآور شد: آمریکا شکست خورده و نتوانسته از برجام به نفع خود استفاده کند لذا از برجام خارج شده، در حالی می‌گفتند که آنقدر برجام از ایران به نفع ایران است که خارج نمی‌شود ولی خارج شد، چون برجام خوب نوشته شده بود و خوب کارشناسی شد.
محمود علوی، وزیر اطلاعات ایران، می‌گوید نه تنها عبدالرسول دری اصفهانی، از مذاکره‌کنندگان ایرانی، جاسوسی نکرده، بلکه آقای دری اصفهانی با معاونت ضدجاسوسی وزارت اطلاعات «همکاری داشته‌است».
آقای علوی به ایسنا گفته‌است: «مرجع تشخیص موضوعات مرتبط به جاسوسی معاونت ضدجاسوسی وزارت اطلاعات است.»
«از نظر این معاونت، آقای دری اصفهانی نه تنها مرتکب جاسوسی نشده بلکه در برابر هجمه‌هایی که برخی سرویس‌های بیگانه به وی داشته‌اند، هوشیارانه مقاومت کرده و با معاونت ضدجاسوسی وزارت اطلاعات همکاری داشته‌است.»

## انتشار فیلم اعترافات در مجلس
جواد کریمی قدوسی نمایندهٔ شهر مشهد در مجلس شورای اسلامی، در روز ۱۱ شهریور ۱۳۹۷ در جلسهٔ پرسش از ظریف وزیر امور خارجه با اشاره به حضور دوتابعیتی‌ها و برخی جاسوسان در تیم مذاکرات هسته‌ای برجام، نام عبدالرسول دری اصفهانی را که به عنوان مسئول کمیتهٔ مذاکره‌کنندهٔ پولی و بانکی و هسته‌ای در تیم مذاکره‌کنندهٔ هسته‌ای ایران با گروه ۵+۱ فعالیت می‌کرده، مطرح کرد. او سپس بخشی از مستند تورنتو ۵۲۱ را پخش کرد که در آن اسناد، مدارک و اعترافاتی از عبدالرسول دری اصفهانی تهیه‌شده و به تشریح آنچه مراحل جاسوسی دری اصفهانی برای سرویس‌های اطلاعاتی دولت‌های متخاصم نامیده می‌شد، پرداخت. در بخشی از این مستند دری اصفهانی اعتراف می‌کند که «در جلسات دوشنبه‌های ریاست‌جمهوری که جلسات راهبردی اقتصاد بوده، شرکت داشته و در آن جلسه تمام اسرار اقتصادی ملت ایران روی میز بوده و یک نسخه از آن اسناد را در قالب یک بستهٔ اطلاعاتی در هتلی با حضور جک استراو نمایندهٔ انگلیس در دبی و یک افسر عالی‌رتبهٔ MI6 لندن تحویل انگلیس و آمریکا داده‌است.»